# Antonio Carraro

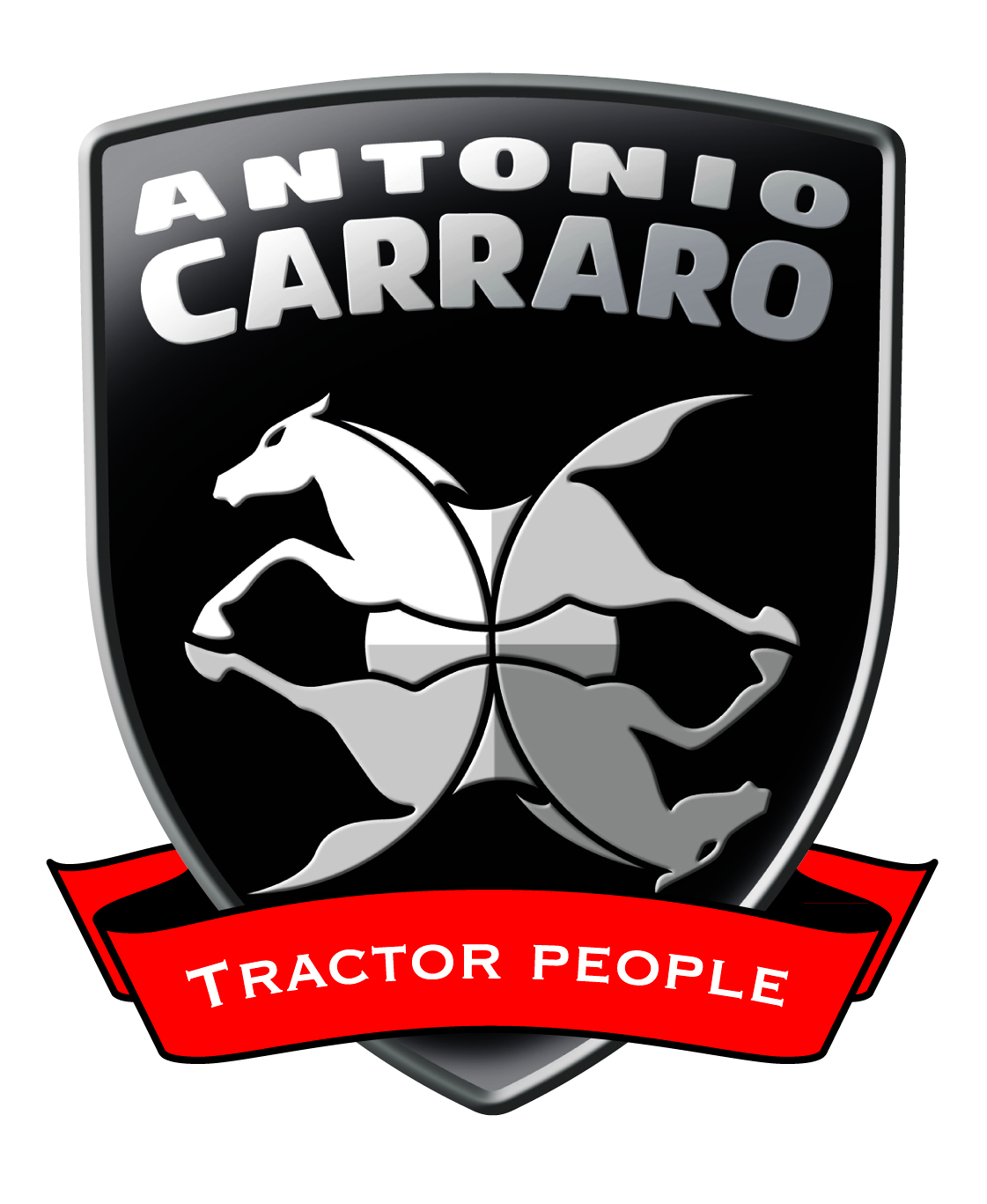
Logotipo del grupo Antonio Carraro

Antonio Carraro es una empresa de construcción de tractores. Se encuentra situada en el nordeste de Italia, en la provincia de Padua. Fue fundada en 1910 por Giovanni Carraro y desde 1960 produce tractores compactos de 4 ruedas motrices multifuncionales de 20 a 95 CV.
En los años 70 se convirtió en líder mundial de tractores especiales para la agricultura y sector civil, en Italia, es la primera marca en tractores compactos. Entre 1999 y 2000 se llevó a cabo una reestructuración interna con la colaboración de Porsche Consulting.
Son 25 las patentes industriales actualmente depositadas y en vigor para la Unión Europea y los Estados Unidos.
En Argentina, sus productos fabricados son los ejes y transmisiones para tractores, motoniveladoras y otras piezas de transmisión. Es dependiente de Antonio Carraro SpA, cumpliendo certificaciones como la ISO 9001. En cuanto a sus clientes, la cuota de mercado se la llevan las ventas a la reposición y fabricantes de tractores y maquinaria pesada autopropulsada. 
Sus destinos de exportación principales son Italia, Brasil y Estados Unidos. Su planta industrial se ubica en la localidad bonaerense de Haedo, en el oeste del conurbano.

## Red de distribución
- Argentina: Carraro Argentina S.A.
- Australia: Antonio Carraro Oceanía
- Chile: Antonio Carraro Sudamérica
- Francia: Antonio Carraro France
- España: Antonio Carraro Ibérica
- Estados Unidos: Antonio Carraro América

## Galería
|               |
| TGF Ergit 100 |

|              |
| Tigrecar GST |

|                         |
| Il quadricingolo MACH 4 |

|          |
| TTR 4400 |

|         |
| SP 4400 |

|              |
| Tigre 4400 F |